# Staðarfjall (kulle i Island, Västfjordarna)
Staðarfjall är en kulle i republiken Island. Den ligger i regionen Västfjordarna, 180 km norr om huvudstaden Reykjavík. Toppen på Staðarfjall är 344 meter över havet.
Trakten runt Staðarfjall är nära nog obefolkad, med mindre än två invånare per kvadratkilometer. Närmaste större samhälle är Hólmavík, nära Staðarfjall. Trakten runt Staðarfjall består i huvudsak av gräsmarker.